# Clania virescens
Clania virescens är en skalbaggsart som beskrevs av Louis Albert Péringuey 1902. Clania virescens ingår i släktet Clania och familjen Melolonthidae. Inga underarter finns listade i Catalogue of Life.